# Орак
Орак (рум. Orac) — село в Леовському районі Молдови. Утворює окрему комуну.